# Смашбургер
„Смашбургер“ (Smashburger) е американска верига ресторанти за бързо хранене с над 370 ресторанта, опериращи в 37 държави.
Компанията е основана от Том Райън, Рик Шаден и частната инвестиционна компания „Consumer Capital Partners“ в Денвър, щата Колорадо, САЩ през 2007 г.
|  | Тази страница частично или изцяло представлява превод на страницата Smashburger в Уикипедия на английски. Оригиналният текст, както и този превод, са защитени от Лиценза „Криейтив Комънс – Признание – Споделяне на споделеното“, а за съдържание, създадено преди юни 2009 година – от Лиценза за свободна документация на ГНУ. Прегледайте историята на редакциите на оригиналната страница, както и на преводната страница, за да видите списъка на съавторите. ВАЖНО: Този шаблон се отнася единствено до авторските права върху съдържанието на статията. Добавянето му не отменя изискването да се посочват конкретни източници на твърденията, които да бъдат благонадеждни. |